# Ernest Jay
Pour les articles homonymes, voir Alberge (homonymie) et Jay.
Ernest Jay, nom de scène de Ernest Joseph Alberge, né à Londres le 18 septembre 1893 et mort dans cette ville le 8 février 1957, est un acteur britannique.

## Filmographie partielle
- 1934 : The Iron Duke
- 1934 : Tiger Bay
- 1935 : Checkmate
- 1936 : The House of the Spaniard (en)
- 1936 : Le Lys brisé (Broken Blossoms)
- 1937 : The Song of the Road (en)
- 1938 : I See Ice (en)
- 1944 : Don't Take It to Heart (en)
- 1946 : School for Secrets
- 1948 : Jusqu'à ce que mort s'ensuive (Blanche Fury)
- 1948 : Death in the Hand (en)
- 1948 : So Evil My Love (en)
- 1949 : The History of Mr. Polly (en)
- 1949 : Golden Arrow de Gordon Parry
- 1949 : Édouard, mon fils (Edward, My Son)
- 1952 : I Believe in You
- 1952 : Top Secret (en)
- 1953 : Grand National Night (en)
- 1953 : La Rose et l'Épée (The Sword and the Rose)
- 1956 : Un détective très privé
- 1957 : Toubib en liberté (Doctor at Large)
- 1957 : Frankenstein s'est échappé